# Prostitutie in het Verenigd Koninkrijk

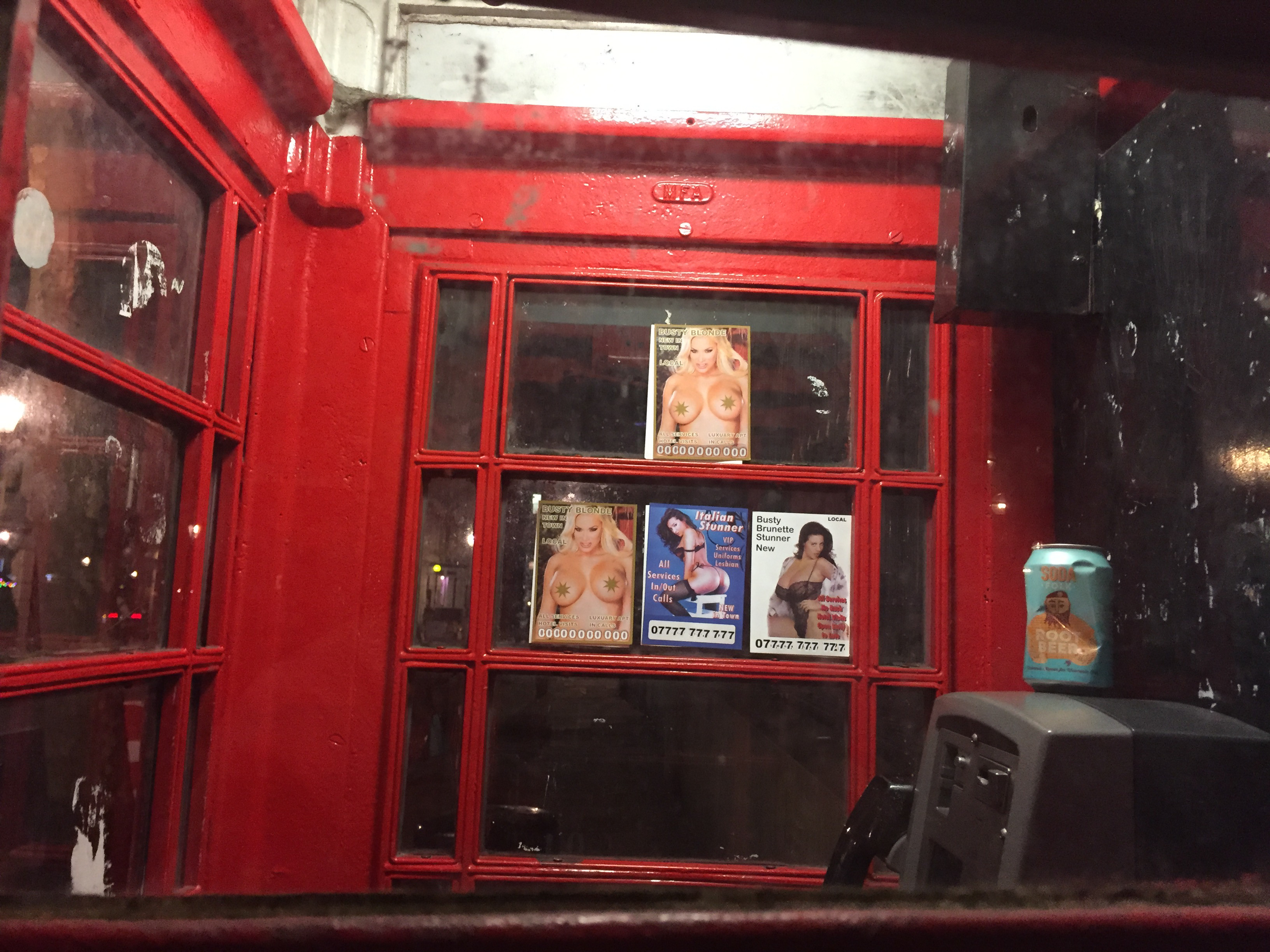
Advertenties van prostituees in een klassieke telefooncel tegenover het British Museum in Londen. Januari 2017

Dit artikel geeft een overzicht van de prostitutie in het Verenigd Koninkrijk.

## Engeland en Wales

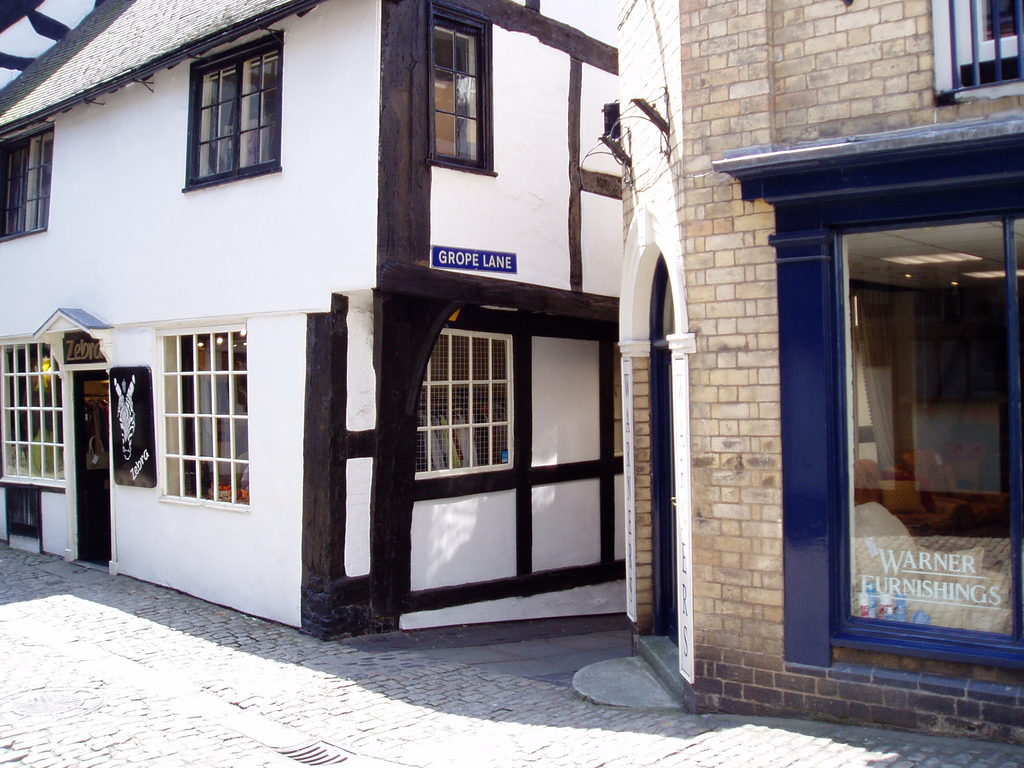
Grope Lane in Shrewsbury heette in 1561 nog Grope Countelane.
Dit was tussen 1230 en 1561 een veel voorkomende straatnaam in Engelse steden, die vermoedelijk verwees naar de prostitutie die daar werd bedreven
(cunt = uitwendige vrouwelijke geslachtsorgaan (kut); grope = (be)tasten).
Vanaf de 14e eeuw raakt de straatnaam uit de gratie, met de protestantse prostitutievijandigheid in de 16e eeuw verdwijnt hij geheel.

Zie voor de periode tot 1500: Geschiedenis van de prostitutie.

### 16e eeuw
In heel katholiek en protestants Europa leidt strengere geloofsbeleving samen met angst voor syfilis deze eeuw tot nadrukkelijker bestrijding van prostitutie (zie Geschiedenis van de prostitutie, Zestiende eeuw). In die omstandigheden worden in 1546 in Londen bordelen gesloten.

### 17e eeuw
In 1650, als Engeland onder gezag is gekomen van de streng-puriteinse heerser Oliver Cromwell, worden de bordelen in Londen die nog niet gesloten, of alweer geopend waren, (weer) gesloten. Vervolgens deporteert Engeland 400 prostituees uit die bordelen naar de Britse koloniën in de Antillen.
In 1660 wordt de monarchie hersteld onder koning Charles II, waarmee blijkbaar ook de bordelen worden heropend. ’Bagnio’, ’badhuis’, was vaak de aanduiding van een bordeel (zie spotprent rechtsonder). In de jaren 1660 bestormen elk jaar in de vastentijd troepen handwerkleerlingen de bordelen, stenen gooiend naar de prostituees.

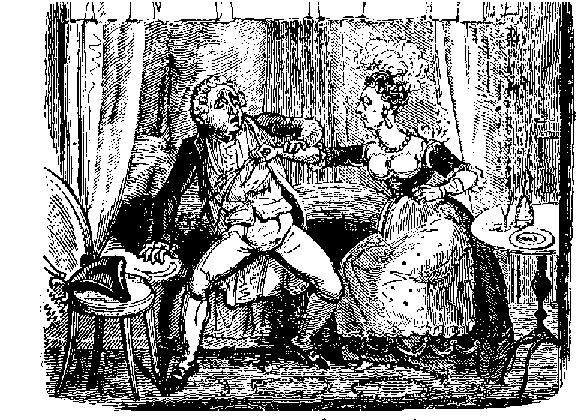
Sally Salisbury steekt in het bordeel een klant neer. Artiest onbekend; bron The Newgate Calendar, 1724.

### 18e eeuw
In de 18e eeuw, tijdperk van Verlichting en relatief nonchalant religieus klimaat, is prostitutie wijdverbreid in Engeland, bij publieke shows, feesten, in kerken, theaters en parken.
Tussen 1700 en 1780 stuurt Engeland naar schatting 10.000 “meisjes” onder dwang naar zijn koloniën in Amerika; ten minste een deel van hen wegens het feit van prostituee te zijn.

### 19e eeuw

#### Terugkeer christelijk moralisme
Rond 1800 doet zich een religieuze, evangelische (evangelical) opleving voor.
Evangelicalen leggen, vergelijkbaar met de puriteinen in de 17e eeuw, weer meer nadruk op absoluut en letterlijk geloof in de Bijbel.
In 1802 richten evangelicalen de Society for the Suppression of Vice op die onder andere streeft naar afschaffing van de bordelen.

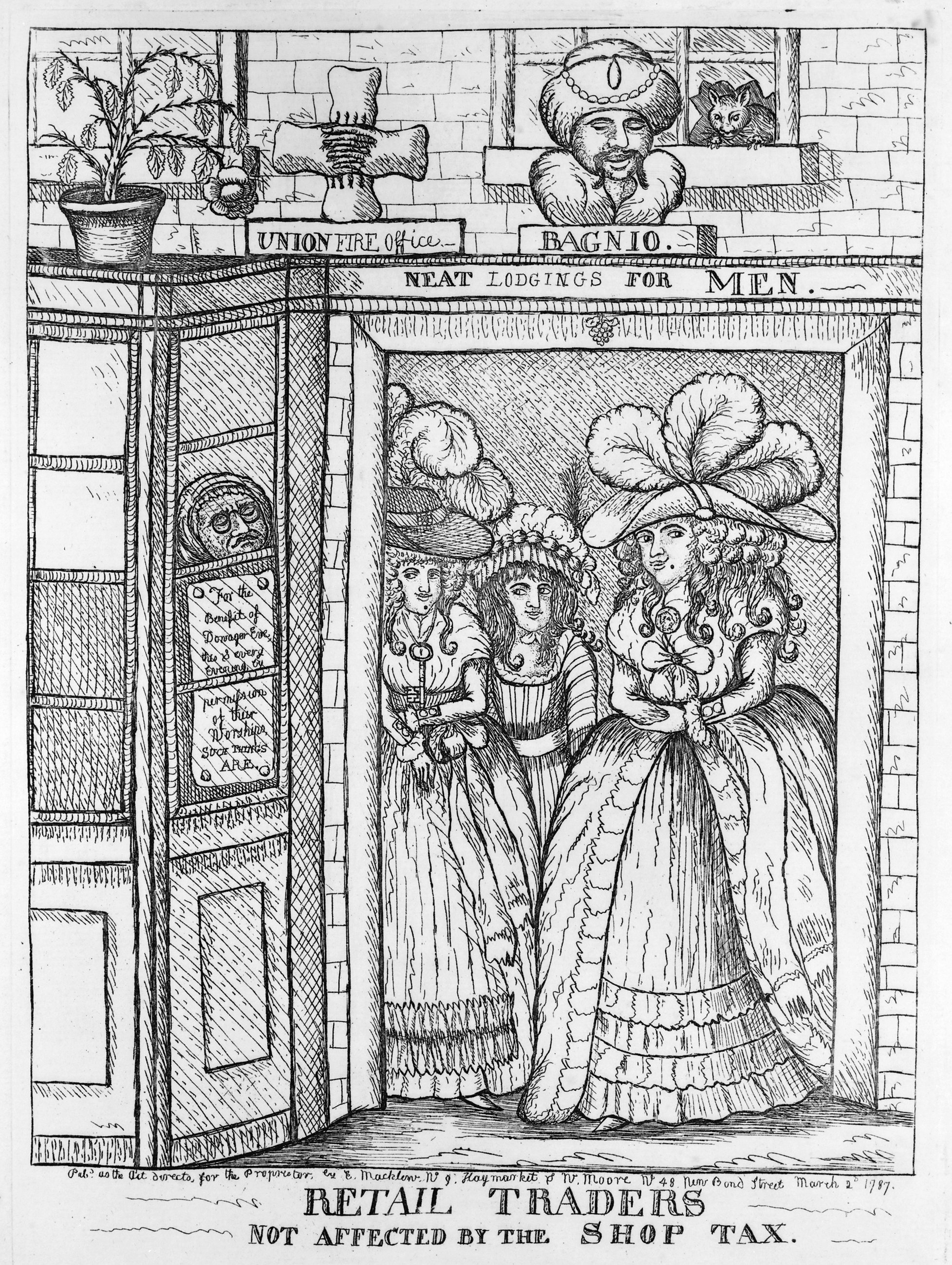
Retail traders not affected by the shop tax. Cartoon (Londen, 1787) naar aanleiding van het idee van een belastingaanslag voor prostituees.

Zeker tijdens de regeringsperiode van koningin Victoria (1837-1901) is streng-puriteinse publieke morele veroordeling van buitenechtelijke seks zeer sterk.
Deze victoriaanse zedigheid is echter grotendeels schijn: onder de toonbank worden enorme hoeveelheden pornografie verkocht. Prostitutie duurt op grote schaal voort: een schatting spreekt van 80.000 prostituees in Londen rond 1850.

#### Verkoop van dochters; ‘prostitutie = slavernij’
Midden 19e eeuw is het vrij gebruikelijk in Engeland dat zeer arme ouders hun dochters verkopen aan een bordeelhouder, in de hoop en veronderstelling dat de dochter daar een beter leven zal krijgen. Soms werden die meisjes vervolgens doorverkocht naar bordelen op het Europese vasteland; niet noodzakelijkerwijs tegen hun zin.
In 1864 tot 1869 neemt de regering, wegens verontrustend toenemende venerische ziektes, in de Contagious Diseases Acts maatregelen waaronder periodieke medische controle van prostituees, met name rond garnizoenssteden.
Hierop ontstaat in 1870 fel protest tegen deze Acts door een groep vrouwen van goeden huize rond Josephine Butler. Zij zien in deze maatregelen een vernedering van de vrouw, en een bestraffing van ‘de sekse die het slachtoffer is van onzedelijkheid, en niet van de sekse die er de belangrijkste oorzaak van is’.
Al snel blijkt dat Butler, veelvuldig verwijzend naar haar christelijke religie, zich inderdaad vooral tegen de gehele prostitutie richt; vanaf 1875 met de term ‘abolitionisme’ omdat zij en haar medestrijdsters prostitutie beschouwen als een vorm van slavernij.
In 1880 begint uitgever Alfred Dyer een campagne tegen ‘traffic in English girls for the purposes of Continental prostitution’ (= ‘illegaal transport van Engelse meisjes voor continentale prostitutie’), waarbij hij doet voorkomen alsof alle Engelse prostituees die naar Europa worden vervoerd eerst ontvoerd zijn geworden en vervolgens in de bordelen tegen hun zin worden vastgehouden.

#### Bordeelverbod
In 1883 worden de bekritiseerde Contagious Diseases Acts buiten werking verklaard.
In 1885 brengt de krant Pall Mall Gazette een serie artikelen over kinderprostitutie in Londen.
Al bovengenoemde ontwikkelingen zullen hebben bijgedragen aan de totstandkoming, nog in dat jaar 1885, van een wet die bordeelhouden verbiedt, evenals het werven van een vrouw of meisje voor prostitutie, seks van een volwassene met een meisje jonger dan 16 jaar, en het vasthouden van een vrouw of meisje tegen haar wil voor het hebben van onwettige seks.

### 20e eeuw
Tijdens de Eerste Wereldoorlog wordt prostitutie in de frontzones door de autoriteiten streng georganiseerd in bordelen.
In 1956 wordt de “Wet op Seksuele Overtredingen” aangenomen. Met betrekking tot prostitutie herhaalt deze wet wat al strafbaar was sinds 1885, ’98 of 1912, zoals:
- (Artikel 22) Het werven van een vrouw, waar ook ter wereld, als prostituee.
- (Artikel 30) Voor een man, geheel of gedeeltelijk, en bewust, te leven van de opbrengsten van prostitutie.
- (Artikel 31) Voor een vrouw, voor eigen gewin het gedrag van een prostituee te beheersen, sturen of beïnvloeden om zo dier prostitutie te helpen, steunen of dwingen.
- (Artikelen 33-36) Bordeel te houden, enzovoort.

In 1957 verschijnt een parlementair onderzoeksrapport getiteld: Report of the Committee on Homosexual Offences and Prostitution. Als gevolg hiervan stelt de “Wet op Straatovertredingen” in 1959 strafbaar: “voor een prostituee om in een straat of publieke ruimte rond te hangen of klanten te werven met als doel prostitutie”.
Uit jurisprudentie sinds 1959 blijkt dat ook een balkon of raam geldt als ‘publieke ruimte’.
In 1985 wordt een aanvullende “Wet op Seksuele Overtredingen” aangenomen die, na wijziging in 1993, strafbaar stelt voor een man om
“vanaf of vanuit een motorvoertuig, of in de directe nabijheid van zijn motorvoertuig dat hij zojuist heeft verlaten, in een straat of publieke ruimte een vrouw of vrouwen aanhoudend aan te spreken of aan te klampen met prostitutie als doel, of zodanig haar met dat doel aan te spreken dat het haar vermoedelijk ergert, of dat het andere personen in de omgeving zou kunnen ergeren”, of om “in een straat of publieke ruimte een vrouw of vrouwen aanhoudend aan te spreken of aan te klampen met prostitutie als doel”.
In het spraakgebruik heet dit de Kerb-crawling-wet (= ‘wet tegen langs de stoeprand kruipen’).

### 21e eeuw
De nieuwe “Wet op Seksuele Overtredingen” uit 2003 zwakt de artikelen 22, 30 en 31 uit 1956 af, en voegt artikelen toe betreffende trafficking . Strafbaar is nu:
- Artikel 52 (vervangt artikel 22): Een persoon ertoe aanzetten prostituee/prostitué te worden, waar ook ter wereld, in de verwachting dat men daar zelf, of dat een derde daaruit, winst behaalt.
- Artikel 53 (vervangt artikelen 30 en 31): De activiteiten van een persoon in verband met diens prostitutie doelbewust beheersen, in de verwachting dat men daar zelf, of dat een derde daaruit, winst behaalt.
- Artikelen 57 tot 59 (Trafficking for sexual exploitation): het arrangeren of faciliteren van een reis van een persoon met als doel dat in relatie tot die persoon een overtreding op het vlak van hetzij prostitutie hetzij kinderpornografie zal worden gepleegd.
- Bordeelverbod enzovoort, uit de wet van 1956 (artikelen 33-36 daarin), blijven van kracht.

In 2006 kondigt het Britse Ministerie van Binnenlandse Zaken een campagne aan om: 1) het idee te bestrijden dat straatprostitutie onvermijdelijk is en altijd zal blijven; 2) de hoeveelheid straatprostitutie te verminderen; 3) de veiligheid, en de kwaliteit van leven van door prostitutie aangetaste gemeenschappen, te verbeteren; 4) alle vormen van commerciële seksuele uitbuiting te verminderen.
In 2007 suggereert minister voor Vrouwenzaken Harriet Harman dat “betalen voor seks” strafbaar moet worden gesteld. In 2008 laat de regering dit plan varen omdat er “geen steun van het publiek” voor zou bestaan. Wel kondigt minister van Binnenlandse Zaken Jacqui Smith een  "naming and shaming"-campagne aan van  ‘kerb crawlers’ (klanten van straatprostitutie).

## Schotland
In Schotland gold vermoedelijk wél bovengenoemde wet uit 1885, geldt zéker bovengenoemde wet uit 2003, maar geldt of gold niét bovengenoemde wetten uit 1956, 1959 en 1985.
Via een eigen wet is echter ook in Schotland, zeker sinds 1982, straatprostitutie verboden.
In 2007 wordt bovendien strafbaar gesteld de potentiële prostitutieklant die “op een relevante locatie” de diensten van een prostituee zoekt, en degene die sterk de indruk wekt dit te doen. Vergelijkbaar dus met de Engelse Kerb-crawling-wet uit 1985, maar strenger.